# Toquima Range
Die Toquima Range ist eine Bergkette im Bundesstaat Nevada der Vereinigten Staaten. Sie verläuft in Nordost-Südwest-Richtung und liegt größtenteils im Nye County und mit dem Nordteil im Lander County.

## Geografie
Höchster Berg des im Großen Becken in der Basin and Range Province gelegenen Höhenzugs ist der dreigipfelige Mount Jefferson mit 3642 m. Die Umgebung der Berge ist sehr gering besiedelt. Im Westen liegt das Big Smoky Valley mit der Nevada State Route 376, welches die Berge von der Toiyabe Range abgrenzt. Im Osten grenzt das Monitor Valley an, welches zwischen Toquima Range und der Monitor Range liegt. Im äußersten Norden verläuft der U.S. Highway 50 an der Range vorbei und führt nach Austin. Etwa 40 km südlich der Bergkette liegt Tonopah am U.S. Highway 6.
Der Großteil der Berge liegt im Humboldt-Toiyabe National Forest, ein Gebiet von 145 km² ist außerdem als Alta Toquima Wilderness streng geschützt.